# Genzebe Dibaba
Genzebe Dibaba Keneni (en amárico: ዲባባገንዘቤ, Bekoji, 8 de febrero de 1991) es una deportista etíope que compite en atletismo, especialista en las carreras de mediofondo y fondo; campeona mundial al aire libre en 2015.

## Trayectoria
Participó en dos Juegos Olímpicos de Verano, en los años 2012 y 2016, obteniendo una medalla de plata en Río de Janeiro 2016, en la prueba de 1500 m.
Ganó dos medallas en el Campeonato Mundial de Atletismo de 2015  y cinco medallas de oro en el Campeonato Mundial de Atletismo en Pista Cubierta entre los años 2012 y 2018.
En la modalidad de campo a través, obtuvo dos medallas de plata en el Campeonato Mundial de Campo a Través, en los años 2011 y 2017.
A lo largo de su carrera, logró batir el récord mundial de los 1500 m al aire libre (3:50,07), así como las plusmarcas mundiales en pista cubierta de los 1500 m (3:55,17), 2000 m (5:23,75), 3000 m (8:16,60), 5000 m (14:18,86), la milla (4:13,31) y las dos millas (9:00,48).
En 2015 recibió el Premio Laureus a la «Mejor deportista mundial del año».
Sus hermanas Tirunesh y Ejegayehu, su prima Derartu Tulu y su cuñado Sileshi Sihine compitieron también en atletismo.

## Palmarés internacional
| Juegos Olímpicos                     | Juegos Olímpicos          | Juegos Olímpicos  | Juegos Olímpicos |
| Año                                  | Lugar                     | Medalla           | Prueba           |
| ------------------------------------ | ------------------------- | ----------------- | ---------------- |
| 2016                                 | Río de Janeiro (Brasil)   | Medalla de plata  | 1500 m           |
| Campeonato Mundial                   |                           |                   |                  |
| Año                                  | Lugar                     | Medalla           | Prueba           |
| 2015                                 | Pekín (China)             | Medalla de oro    | 1500 m           |
| 2015                                 | Pekín (China)             | Medalla de bronce | 5000 m           |
| Campeonato Mundial en Pista Cubierta |                           |                   |                  |
| Año                                  | Lugar                     | Medalla           | Prueba           |
| 2012                                 | Estambul (Turquía)        | Medalla de oro    | 1500 m           |
| 2014                                 | Sopot (Polonia)           | Medalla de oro    | 3000 m           |
| 2016                                 | Portland (Estados Unidos) | Medalla de oro    | 3000 m           |
| 2018                                 | Birmingham (Reino Unido)  | Medalla de oro    | 1500 m           |
| 2018                                 | Birmingham (Reino Unido)  | Medalla de oro    | 3000 m           |

| Campeonato Mundial | Campeonato Mundial    | Campeonato Mundial | Campeonato Mundial |
| Año                | Lugar                 | Medalla            | Prueba             |
| ------------------ | --------------------- | ------------------ | ------------------ |
| 2011               | Punta Umbría (España) | Medalla de plata   | Equipo             |
| 2017               | Kampala (Uganda)      | Medalla de plata   | Equipo mixto       |